# Gerberga di Sassonia
Gerberga di Sassonia (913 o 914 – Reims, 984 o 989) fu duchessa consorte di Lotaringia dal 928 al 939, poi Regina consorte dei Franchi occidentali dal 939 al 954, e infine reggente per conto di suo figlio minorenne, il Re dei Franchi Occidentali, Lotario IV, dal 954 al 957, mantenendo la sua influenza sul figlio per molti anni ancora.

## Origine
Era figlia terzogenita del duca di Sassonia e re dei Franchi orientali, Enrico I di Sassonia (876 – 936), e della sua seconda moglie, Matilde di Ringelheim (890-968).

## Biografia
Nel 925 Gerberga fu fidanzata al duca di Lotaringia, Gilberto, il quale giurò fedeltà al padre di Gerberga Enrico l'Uccellatore come duca di Lotaringia.
Gilberto, dopo la morte del padre di Gerberga, nel 936, tentò di mantenere indipendente il proprio ducato, cercando dapprima l'alleanza col nuovo re di Francia, Luigi IV, dove il re aveva meno inferenza negli affari del suo ducato; poi però nel 938, si scontrò con Liugi IV. Gilberto rimase praticamente indipendente per circa tre anni sin quando non venne in contrasto col cognato, il Re di Germania, Ottone I, per poi venire sconfitto dalle armate del cognato, nel 939, e annegò mentre tentava di attraversare il Reno.
La Lorena venne affidata ad Enrico I di Baviera.
In quello stesso anno Gerberga si risposò col re di Francia, Luigi IV; secondo la storica Rosamond McKitterick, nel suo Frankish Kingdoms under the Carolingians 751-987 (Longman, London and New York), Luigi sposò Gerberga, senza il permesso di Ottone I di Sassonia, con l'intenzione di espandere il suo dominio sul ducato di Lotaringia, feudo del primo marito di Gerberga; inoltre Gerberga fu molto attiva, seguendo il marito nelle sue spedizioni, e soprattutto nel periodo in cui Luigi era prigioniero si prodigò molto.
Quando Luigi IV cadde in un'imboscata e venne fatto prigioniero dal duca di Normandia Riccardo I e consegnato a Ugo il Grande, Gerberga si batté per mantenere il regno e negoziò la liberazione del re: con i suoi fedeli riuscì a conservare la città di Laon, e, secondo lo storico Christian Settipani, il marito le fece dono, nel 951, della chiesa di Notre-Dame di Laon.
Dopo la liberazione Luigi riuscì a riappropriarsi del regno, ottenendo la sottomissione di Ugo il Grande.
Nel 954 Gerberga, improvvisamente, rimase nuovamente vedova: Luigi IV morì in seguito a una caduta da cavallo. La successione del figlio Lotario non fu messa in discussione e Gerberga divenne reggente in virtù della minore età di costui; riuscì a sedare i tentativi di rivolte dei grandi vassalli del regno e combinò il matrimonio fra Lotario ed Emma d'Italia, figlia di Lotario II d'Italia.
Gerberga viene citata nel documento n° XXXVII dell'Opera diplomatica et historica, Tome I, inerente ad una donazione fatta da lei in suffragio dell'anima del primo marito, Gilberto e dei di lui genitori, Reginardo di Lorena e Hersenda (o Alberada).
Gerberga morì nel 984, secondo il necrologio dell'Abbazia di Saint-Remi, il 9 febbraio e fu inumata nel coro dell'Abbazia di Saint-Remi di Reims.

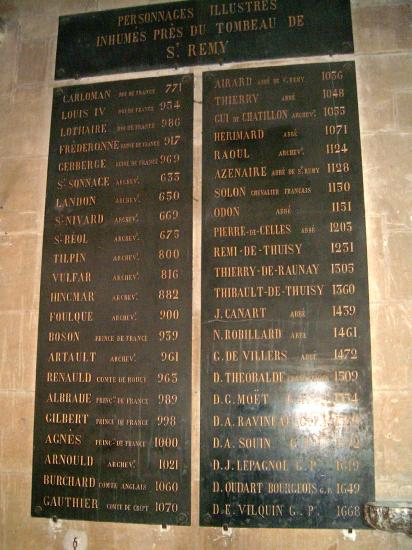
Targa situata nell'Abbazia di Saint-Remi recante i nomi dei sovrani francesi ivi tumulati. Il nome di Gerberga è il quinto dall'alto

## Matrimoni e figli
Dal matrimonio con Gilberto di Lotaringia nacquero quattro figli:
- Alberada (ca. 930 - ?), che sposò il Conte Ragenoldo di Roucy[8][9]
- Edvige (prima del 934 - ?)
- Enrico (prima del 934 - 944)
- Gerberga (935 - dopo il 978), sposata al conte di Vermandois Alberto († 987).

Dal suo secondo matrimonio con Luigi IV di Francia nacquero sette figli:
- Lotario (941 † 986), succedette al padre sul trono di Francia col nome di Lotario IV[7]
- Matilde (943 - † 992) sposa di Corrado III di Borgogna
- Carlo/Carlomanno, nato nel 945, morto prima del 953
- Luigi (948 - † 954)
- Carlo (953 † 991), duca della Bassa Lotaringia[1]
- Enrico (953 - † 953) gemello di Carlo, morto in fasce
- Una figlia morta in fasce (958).

## Ascendenza
|                         |                         |                     | Genitori            |  |  | Nonni |  |  | Bisnonni             |  |  | Trisnonni |  |
|                         |                         |                     |                     |  |  |       |  |  | Liudolfo di Sassonia |  |  | Bruno     |  |
|                         |                         |                     |                     |  |  |       |  |  | Liudolfo di Sassonia |  |  | Bruno     |  |
|                         |                         | Gisla di Verla      |                     |  |  |       |  |  | Liudolfo di Sassonia |  |  |           |  |
| Ottone l'Illustre       |                         |                     |                     |  |  |       |  |  | Liudolfo di Sassonia |  |  |           |  |
|                         |                         | Oda di Billung      | Billung             |  |  |       |  |  |                      |  |  |           |  |
|                         |                         | Oda di Billung      | Billung             |  |  |       |  |  |                      |  |  |           |  |
|                         |                         | Oda di Billung      | …                   |  |  |       |  |  |                      |  |  |           |  |
| Enrico l'Uccellatore    |                         | Oda di Billung      |                     |  |  |       |  |  |                      |  |  |           |  |
|                         |                         | Enrico di Franconia | …                   |  |  |       |  |  |                      |  |  |           |  |
|                         |                         | Enrico di Franconia | …                   |  |  |       |  |  |                      |  |  |           |  |
|                         |                         | Enrico di Franconia | …                   |  |  |       |  |  |                      |  |  |           |  |
| Edvige di Babenberg     |                         | Enrico di Franconia |                     |  |  |       |  |  |                      |  |  |           |  |
|                         |                         | Ingeltrude          | Eberardo del Friuli |  |  |       |  |  |                      |  |  |           |  |
|                         |                         | Ingeltrude          | Eberardo del Friuli |  |  |       |  |  |                      |  |  |           |  |
|                         |                         | Ingeltrude          | Gisella             |  |  |       |  |  |                      |  |  |           |  |
| Gerberga di Sassonia    |                         | Ingeltrude          |                     |  |  |       |  |  |                      |  |  |           |  |
|                         | Reginhart di Ringelheim | …                   |                     |  |  |       |  |  |                      |  |  |           |  |
|                         | Reginhart di Ringelheim | …                   |                     |  |  |       |  |  |                      |  |  |           |  |
|                         | Reginhart di Ringelheim | …                   |                     |  |  |       |  |  |                      |  |  |           |  |
| Teodorico di Ringelheim | Reginhart di Ringelheim |                     |                     |  |  |       |  |  |                      |  |  |           |  |
|                         |                         | Matilda             | …                   |  |  |       |  |  |                      |  |  |           |  |
|                         |                         | Matilda             | …                   |  |  |       |  |  |                      |  |  |           |  |
|                         |                         | Matilda             | …                   |  |  |       |  |  |                      |  |  |           |  |
| Matilde di Ringelheim   |                         | Matilda             |                     |  |  |       |  |  |                      |  |  |           |  |
|                         |                         | …                   | …                   |  |  |       |  |  |                      |  |  |           |  |
|                         |                         | …                   | …                   |  |  |       |  |  |                      |  |  |           |  |
|                         |                         | …                   | …                   |  |  |       |  |  |                      |  |  |           |  |
| Reinilde di Godefrid    |                         | …                   |                     |  |  |       |  |  |                      |  |  |           |  |
|                         |                         | …                   | …                   |  |  |       |  |  |                      |  |  |           |  |
|                         |                         | …                   | …                   |  |  |       |  |  |                      |  |  |           |  |
|                         |                         | …                   | …                   |  |  |       |  |  |                      |  |  |           |  |
|                         |                         | …                   |                     |  |  |       |  |  |                      |  |  |           |  |